# Лонгви
Лонгви́ или Лонви (фр. Longwy, произносится  [lɔ̃wi]) — коммуна во французском департаменте Мёрт и Мозель региона Лотарингия. Является центральным и единственным городом одноимённого кантона. Известен своей керамикой и металлургией. В XIX—XX веках был важнейшим металлургическим центром Франции, производившем основную часть чугуна и стали страны.

## География

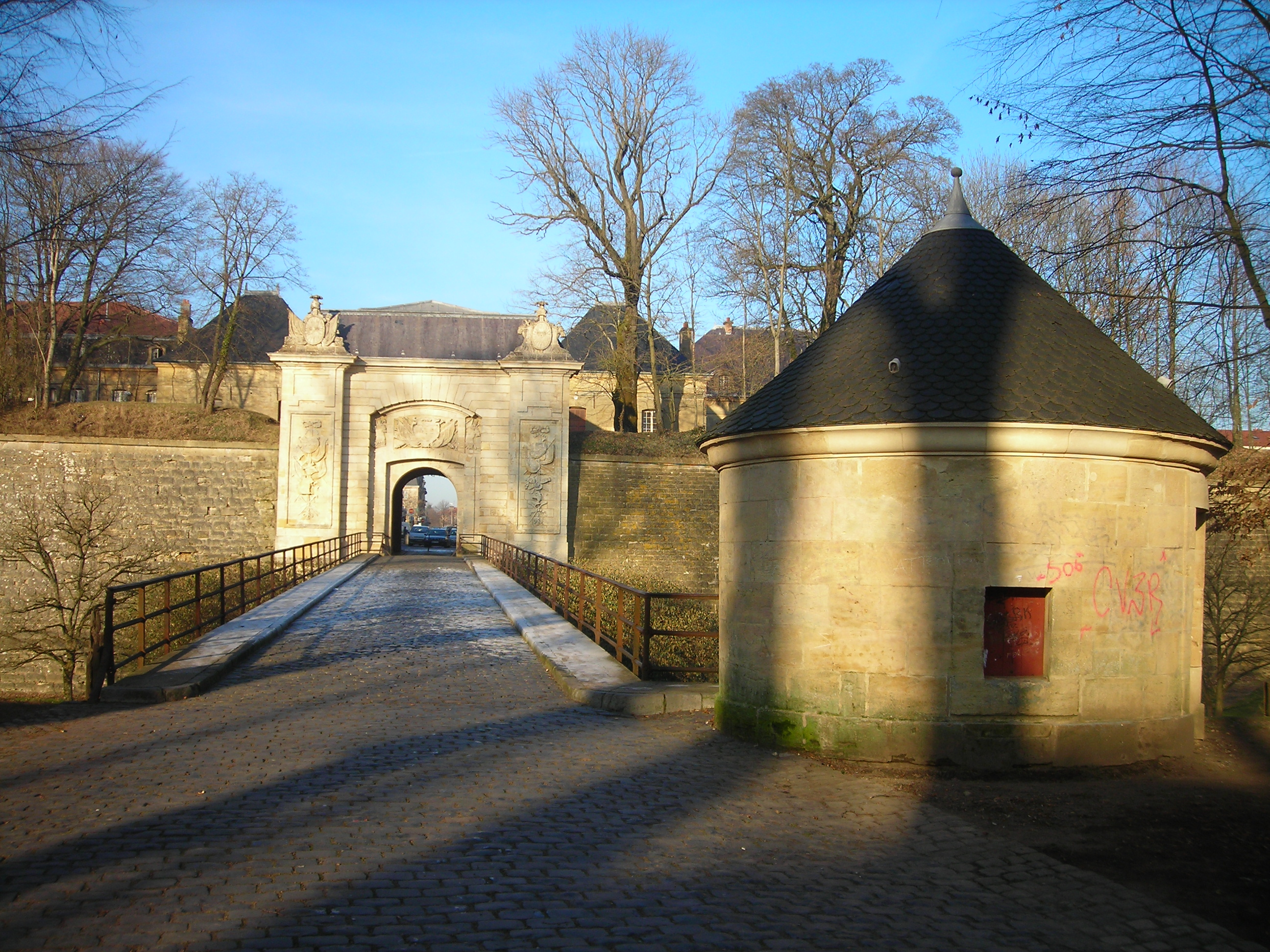
Французские ворота в Лонгви.

Лонгви расположен в 55 км к северо-западу от Меца и в 100 км к северу от Нанси недалеко от границ с Люксембургом и Бельгией. Стоит на реке Шьер. Соседние коммуны: Мон-Сен-Мартен на севере, Лонлавиль и Сольн на северо-востоке, Эрсеранж на востоке, Мекси на юго-востоке, Реон на юге, Лекси на юго-западе, Кон-э-Ромен на западе.

## История

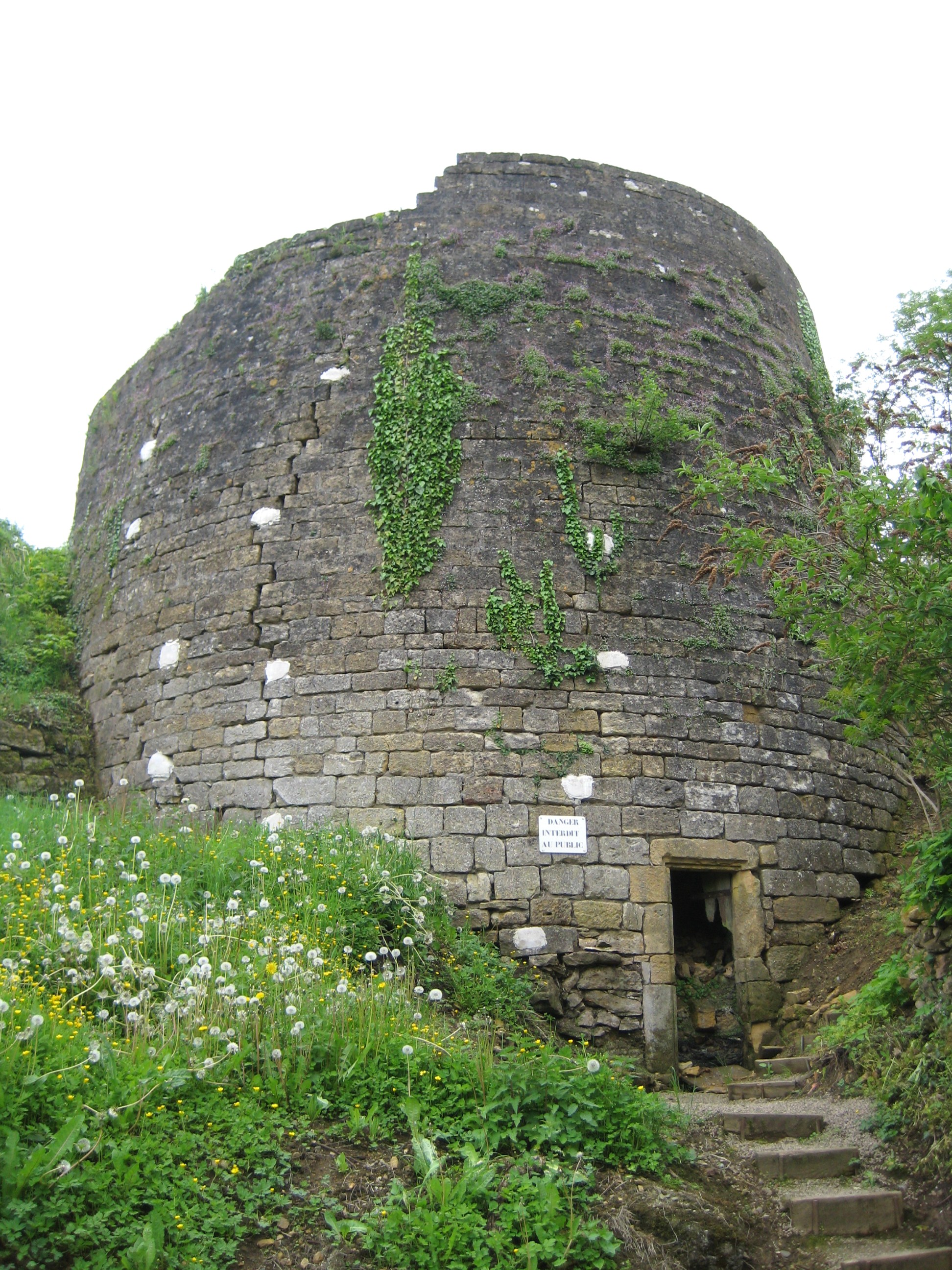
Замок Лонгви.

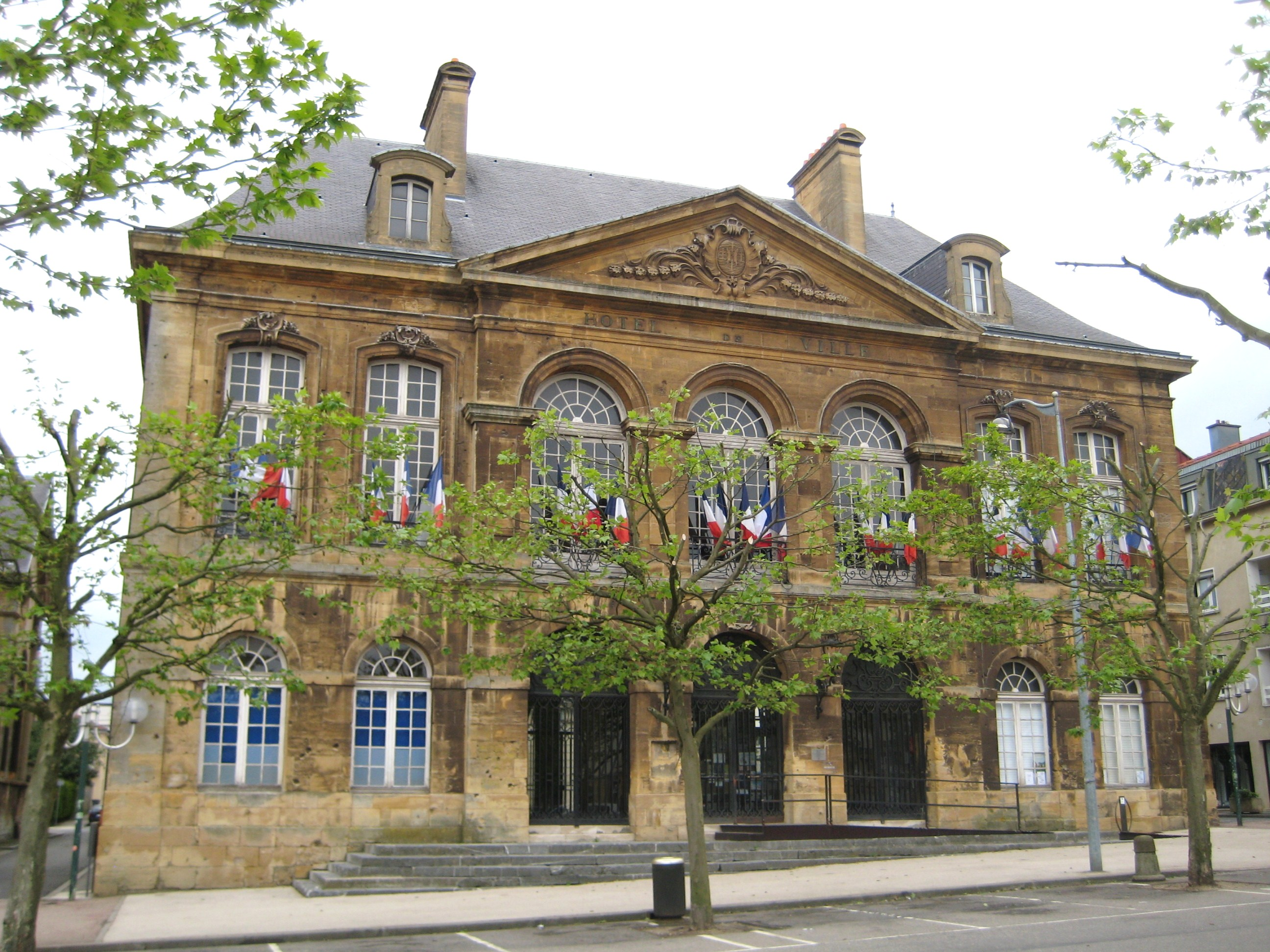
Здание старой мэрии.

Город возник на высоте Тительберг как древнеримский каструм, на месте которого в VII веке был сооружён крепостной замок Лонкастр, центр графства. К IX веку вокруг замка образовался город, окружённый крепостной стеной, а в XI веке возник нижний, или новый, город (Нёввиль). Лонгви длительное время состоял в герцогстве Лотарингия, а в 1292 году был продан графам де Бар. В 1368 году город был продан за долги графом герцогу Люксембурга, но в 1378 году вернулся в Бар.
В 1480 году после смерти Рене I Анжуйского, герцога Бар, и его вдовы Изабель I Лотарингии, Лонгви вместе с герцогством Бар присоединяется с герцогством Лотарингии под властью Рене II. В 1648 году французский король захватывает Лонгви и французы занимают его вплоть до 1660 года, когда он возвращается Лотарингии герцогом Лотарингии Карлом IV. В 1670 году французы снова нападают и захватывают Лонгви, который присоединяется к королевству Франции согласно Нимвегенским мирным договорам от 19 августа 1678 года.
После окончательной аннексии Францией, город был превращен в крепость. По приказу Людовика XIV великий военный инженер Вобан построил новый город с фортом. Во время французской революции 13 августа 1792 года город был захвачен Карлом Вильгельмом Фердинандом, герцогом Брауншвейгскин, а точнее сдан под давлением населения, которое опасалось бомбардировки города. После битвы при Вальми город был возвращён Франции, а прусская армия без боя покинула город 22 октября 1792 года.
Город был вновь осаждён в июле 1815 году войсками принца Гессен-Хомбург.
Город играл важнейшую роль в Первой мировой войне. После войны город был награждён Военным Крестом с пальмовой ветвью и орденом Почётного легиона 20 сентября 1919 года.
С конца XIX века в Лонгви стала быстро развиваться сеть металлургических заводов, на которых работало подавляющее большинство жителей. В течение почти ста лет Лонгви был центром французской металлургии. В 1980-х годах металлургические предприятия были закрыты.
Во время Второй мировой войны здесь проходили боевые действия 10-13 мая 1940 года.

## Демография
Население коммуны на 2010 год составляло 14 420 человек.
| 1962   | 1968   | 1975   | 1982   | 1990   | 1999   | 2010   |
| ------ | ------ | ------ | ------ | ------ | ------ | ------ |
| 21 929 | 21 076 | 20 131 | 17 338 | 15 439 | 14 515 | 14 420 |